# Константинопольское патриаршее подворье
Константино́польское патриа́ршее подво́рье — комплекс зданий в Москве, расположенных в Крапивенском переулке. Возведены в 1887—1892 годах по проекту архитектора Сергея Родионова для организации подворья Константинпольского патриархата.

## История

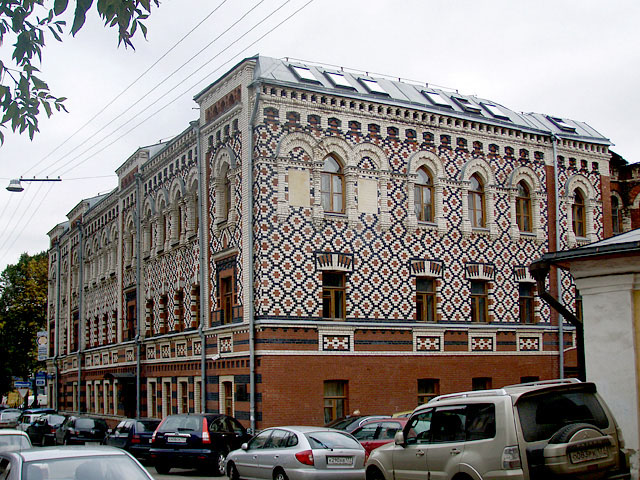
Убранство Константинопольского патриаршего подворья, 2007 год

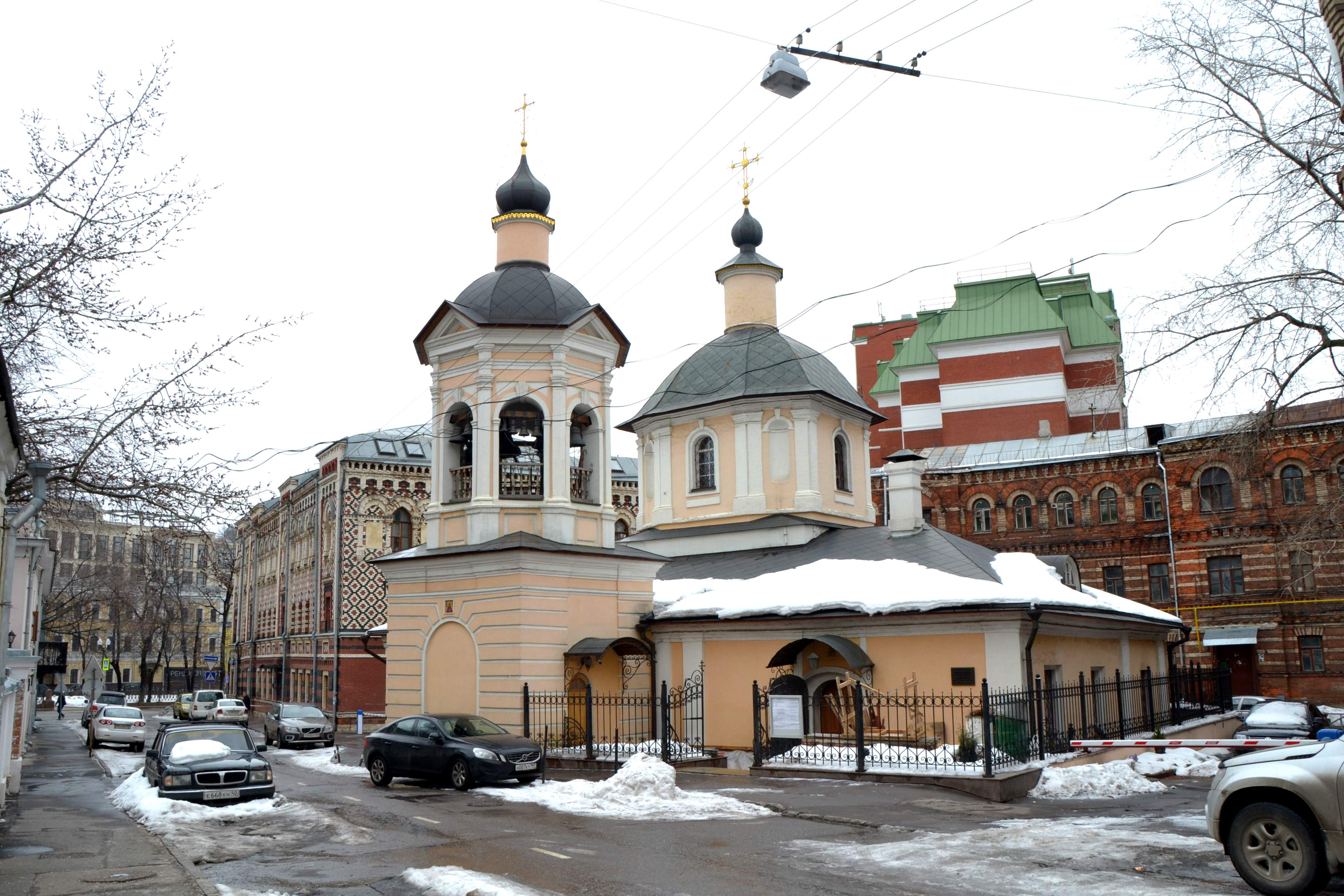
Церковь Сергия Радонежского в Крапивниках, окружённая зданиями подворья, 2013 год

### Предыстория участка и строительство
Предположительно, одноглавую церковь Сергия Радонежского в Крапивниках, к которой относилась территория подворья, возвели в 1591 году. При этом на плане Москвы храм впервые отмечен в 1597-м. Самые ранние упоминания об участке близ церкви датируются 1667 годом и связаны с произошедшим пожаром. Известно, что в XIX веке землю занимал дом причта, где проживали священнослужители. По указу Александра III от 15 ноября 1883 года храм и прилегавшие к нему 675 саженей земли передали в ведение Вселенской патриархии для обустройства Константинопольского подворья. Под руководством архитектора Сергея Родионова в 1887-м возвели западный корпус, через три года окончили строительство среднего здания, находящегося позади церкви, а к 1892 году завершили работы над северо-восточным крылом подворья. Сооружения окружили церковь с востока и юга, расположившись по периметру участка.
Возведение подворья обошлось в 160 тысяч рублей, которые выплатили за счёт казны. Новый комплекс состоял из трёхэтажных зданий с подвалами общей площадью около 3390 м². Во дворе располагались одноэтажные строения для хранения церковных принадлежностей. Дома заняли архимандрит, иеромонах и другие служители церкви. Часть корпусов перестроили под доходный дом и сдавали в аренду.
Константинопольское подворье выполнили в уникальном для Москвы исламском стиле. Однако некоторые исследователи находят горизонтальное членение фасадов характерным для русской архитектуры конца XIX века. Наличники верхнего ряда окон заключили в килевидные проёмы и отделали византийскими колоннами. Цокольную часть строений украсили цветным кирпичом, повторяющим полосатую византийскую кладку, а основную часть стен декорировали восточными орнаментами. Тем не менее в убранстве домов прослеживаются и древнерусские мотивы. Так, венчающий антаблемент дворовых фасадов оформлен городками и поребриками. Декор зданий напоминал о том, что на месте Византийской империи расположилось мусульманское государство, но Константинопольское подворье продолжает существовать на русской земле. На южном фасаде разместили памятные таблички на русском и греческом языках: 

В царствование Александра III было открыто подворье при Вселенском Патриархе Иоакиме III, в лето 1883 года. Здания сего Константинопольского подворья воздвигались в Патриаршество Дионисия V, при первом настоятеле его архимандрите Серафиме, в 1887—1892 годах. Постройки исполнены архитектором С. К. Родионовым.

### XX век и современность
После Октябрьской революции храм Сергия Радонежского некоторое время продолжал работать, однако к 1922 году его закрыли, а подворье ликвидировали. В освободившихся постройках расположились различные учреждения и коммунальные квартиры. Богослужения в церкви возобновились только в 1991-м, а через год часть комплекса передали в ведомство отдела религиозного образования и катехизации Русской православной церкви. Известно, что до 1999-го на территории одного из корпусов существовали православный лицей и школа духовного пения. Однако двух их трёх корпусов сохранились жилые помещения. В 1990-х годах в этом корпусе образовался «Флэт» — коммуна художников, проживавшая в съёмных и пустующих квартирах. На тот момент в здании часто проводились квартирники и инсталляции. Известно, что в 2000-х годах нежилой корпус, относящийся к ведомству Русской православной церкви, отреставрировали за счёт частных пожертвований. Нежилой корпус занимала компания «Шиапанис Холдинг Лимитед».
Несмотря на постановления правительства от 1992 и 1997 годов, предписывавшие освободить бывшее подворье от квартир и арендодателей, по состоянию на 2014-й на территории комплекса проживало 11 семей, а офисную часть занимали отделения банков. Зимой того же года представители Русской православной церкви подали заявку в Департамент имущества Москвы на приватизацию нежилого строения. Изначально в прошении было отказано, однако в ходе судебных разбирательств представители организации доказали причастность объекта к религиозному имуществу. Также они обратились в Департамент жилищной политики для передачи оставшегося строения и расселения 56 квартир. Предполагалось провести масштабную реконструкцию, во время которой планировалось восстановить кровлю, укрепить фундамент и перекрытия. По оценкам специалистов, на тот момент жилая часть дома находилась в аварийном состоянии и стоимость работ могла составить около 220 миллионов рублей. Внесено в Красную книгу Архнадзора (электронный каталог объектов недвижимого культурного наследия Москвы, находящихся под угрозой), номинация — ветхость.. В феврале 2013 года в СМИ были сообщения о пожаре, произошедшем на территории храма и подворья. Однако позднее представители МЧС России опровергли эту информацию, сообщив, что возгорание произошло в соседнем здании.
В декабре 2014 года Арбитражный суд Москвы подтвердил право Русской Православной Церкви на нежилое здание бывшего Константинопольского подворья, расположенное по адресу: Крапивенский пер., д. 4, стр. 1. РПЦ при этом претендовала и на жилой корпус, подав заявку в мэрию на приватизацию.
В 2020 году определением патриарха Кирилла принадлежащая Русской православной церкви часть бывшего Константинопольского подворья была передана Российскому православному университету. 13 марта 2024 года протоиерей Михаил Дудко совершил освящение здания, ставшего главный корпусом Российского православного университета святого Иоанна Богослова и кампусом богословского факультета РПУ.